# Base SIGINT d'Urim
La base SIGINT d'Urim est une installation de collecte de renseignements israélienne qui ferait partie de l'unité 8200. Le site est situé dans le désert du Néguev à environ 30 km de Beersheba, à quelques kilomètres au nord du kibboutz d'Urim.
Jusqu'à ce que des articles sur la base soient publiés en 2010, elle n'était pas connue du monde extérieur.
Les équivalents de l’unité 8200 sont le Government Communications Headquarters (GCHQ) et la National Security Agency (NSA) des États-Unis.

## Historique
Créé il y a plusieurs décennies pour surveiller les satellites Intelsat relayant les appels téléphoniques internationaux, le rôle de la station a été étendu aux communications maritimes (Inmarsat) et a été étendu pour intercepter davantage de satellites de communications. Duncan Campbell, un spécialiste du renseignement, a spéculé sur le fait qu'Urim était «apparenté aux stations d'interception au sol Echelon du pacte entre les États-Unis et le Royaume-Uni». Le système Echelon a été mis en place par les États-Unis, la Grande-Bretagne, le Canada, l'Australie et la Nouvelle-Zélande en tant que réseau mondial de stations de renseignements d'origines électromagnétiques.

## Fonction
La base comprend une série d’antennes paraboliques capables d’intercepter les appels téléphoniques, les courriels et d’autres communications de partout au Moyen-Orient, en Europe, en Afrique et en Asie. Il existe également de nombreuses casernes et bâtiments d’opérations alignés le long de la route menant à la base, qui est protégée par des barrières de haute sécurité, des clôtures et des chiens de garde.
Il est dit que les ordinateurs d'Urim détectent les mots et les numéros de téléphone présentant un intérêt qui proviennent d’appels téléphoniques interceptés, de courriers électroniques, etc.
Ces dernières informations sont ensuite transférés au siège de l’Unité 8200 à Herzliya. Au siège, les informations sont traduites et soumises comme il convient au siège de l'Armée de défense d'Israël ou aux agences de renseignement israéliennes, telles que le Mossad.